# Wallowa (település)

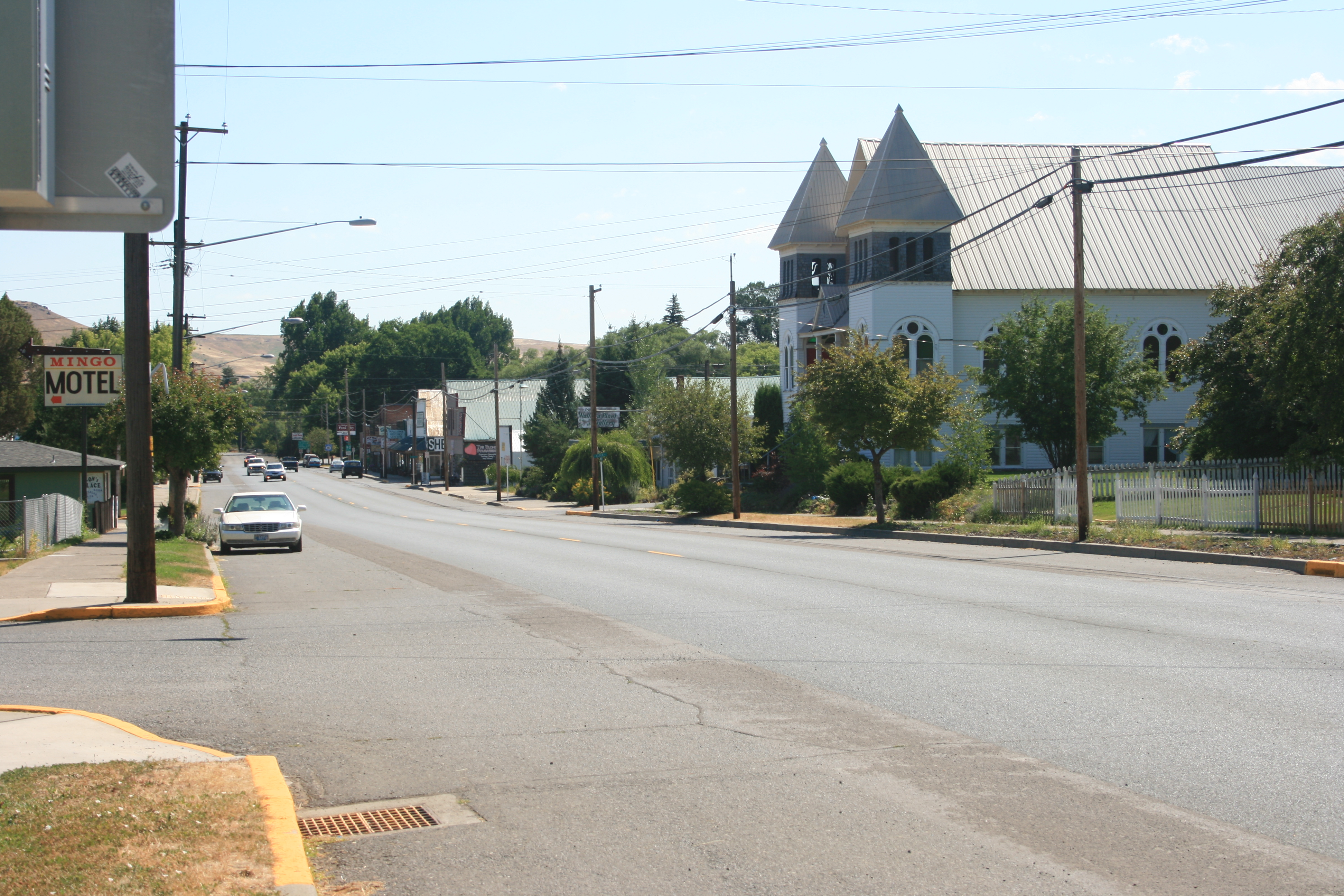
A település keleti oldala

Wallowa (kiejtése: wəˈlaʊwə) az Amerikai Egyesült Államok északnyugati részén, Oregon állam Wallowa megyéjében helyezkedik el. A 2010. évi népszámláláskor 808 lakosa volt. A város területe 1,58 km², melynek 100%-a szárazföld.

## Történet
A helyiség területét 1899-ben jelölték ki. A „wallowa” név a nez perce indián törzstől származik; a háromszögű építményt a „lacallas” nevű gallyköteg megtámasztására emelték; ezek együtt halcsapdát alkottak; ezeket az eszközöket a Wallowa-folyó Wallowa-tavi torkolatánál helyezték ki. Lewis A. McArthur, az Oregon Geographic Names szerzője szerint habár az elnevezés eredete vitatott, a háttértörténetet elmesélő Levi Ankeny igazat mondott, mivel közeli kapcsolatban állt a helyi őslakosokkal.

## Éghajlat
A város éghajlata a Köppen-skála szerint félszáraz (BSk-val jelölve). A legcsapadékosabb a november–január- és a május–június-, a legszárazabb pedig a július–augusztus közötti időszak. A legmelegebb hónap július, a leghidegebb pedig január.
| Hónap                                   | Jan.  | Feb.  | Már.  | Ápr.  | Máj. | Jún. | Júl. | Aug. | Szep. | Okt.  | Nov.  | Dec.  | Év    |
| --------------------------------------- | ----- | ----- | ----- | ----- | ---- | ---- | ---- | ---- | ----- | ----- | ----- | ----- | ----- |
| Rekord max. hőmérséklet (°C)            | 18,0  | 19,0  | 26,0  | 32,0  | 37,0 | 39,0 | 42,0 | 43,0 | 39,0  | 33,0  | 23,0  | 19,0  | 43,0  |
| Átlagos max. hőmérséklet (°C)           | 1,2   | 4,8   | 10,2  | 15,4  | 19,9 | 24,1 | 29,9 | 29,4 | 24,6  | 17,1  | 7,6   | 2,1   | 15,6  |
| Átlaghőmérséklet (°C)                   | −3,6  | −0,7  | 3,8   | 7,6   | 11,5 | 15,0 | 18,7 | 17,8 | 13,7  | 8,2   | 2,0   | −2,4  | 7,7   |
| Átlagos min. hőmérséklet (°C)           | −8,3  | −6,2  | −3,0  | −0,3  | 3,0  | 5,8  | 7,4  | 6,2  | 2,8   | −0,7  | −3,6  | −6,9  | −0,3  |
| Rekord min. hőmérséklet (°C)            | −37,0 | −36,0 | −26,0 | −15,0 | −9,0 | −3,0 | −7,0 | −6,0 | −9,0  | −15,0 | −30,0 | −39,0 | −39,0 |
| Átl. csapadékmennyiség (mm)             | 46    | 31    | 37    | 36    | 45   | 42   | 17   | 20   | 27    | 38    | 50    | 48    | 437   |
| Forrás: Western Regional Climate Center |       |       |       |       |      |      |      |      |       |       |       |       |       |

## Népesség

### 2010
A 2010-es népszámláláskor a városnak 808 lakója, 352 háztartása és 222 családja volt. A népsűrűség 511,4 fő/km2. A lakóegységek száma 394, sűrűségük 249,4 db/km2. A lakosok 95,9%-a fehér, 0,5%-a afroamerikai, 0,4%-a indián,   0,4%-a egyéb, 2,8%-a pedig kettő vagy több etnikumú. A spanyol vagy latino származásúak aránya 2% (1,9% mexikói,   0,1% egyéb spanyol vagy latino származású.)
A háztartások 25,3%-ában élt 18 évnél fiatalabb. 50% házas, 9,7% egyedülálló nő, 3,4% egyedülálló férfi, 36,9% pedig nem család. 31,8% egyedül élt; 16,5%-uk 65 éves vagy idősebb. Egy háztartásban átlagosan 2,24 személy élt; a családok átlagmérete 2,82 fő.
A medián életkor 48,2 év volt. A város lakóinak 20,7%-a 18 évesnél fiatalabb, 5,8% 18 és 24 év közötti, 18,4%-uk 25 és 44 év közötti, 34,2%-uk 45 és 64 év közötti, 21%-uk pedig 65 éves vagy idősebb. A lakosok 49,3%-a férfi, 50,7%-a pedig nő.

### 2000
A 2000-es népszámláláskor  a városnak 869 lakója, 350 háztartása és 248 családja volt. A népsűrűség 550 fő/km2. A lakóegységek száma 396, sűrűségük 250,6 db/km2. A lakosok 95,51%-a fehér, 0,12%-a afroamerikai, 0,46%-a indián, 0,12%-a ázsiai,  1,73%-a egyéb-, 2,07%-a pedig kettő vagy több etnikumú. A spanyol vagy latino származásúak aránya 2,99% (2,4% mexikói, 0,2% Puerto Ricó-i,  0,3% pedig egyéb spanyol/latino származású.)
A háztartások 34,6%-ában élt 18 évnél fiatalabb. 56,9% házas, 10,9% egyedülálló nő; 28,9% pedig nem család. 26,9% egyedül élt; 14,9%-uk 65 éves vagy idősebb. Egy háztartásban átlagosan 2,48 személy élt; a családok átlagmérete 3 fő.
A város lakóinak 29,8%-a 18 évesnél fiatalabb, 4,3% 18 és 24 év közötti, 23,1%-uk 25 és 44 év közötti, 23,9%-uk 45 és 64 év közötti, 18,9%-uk pedig 65 éves vagy idősebb. A medián életkor 41 év volt. Minden 100 nőre 101,6 férfi jut; a 18 évnél idősebb nőknél ez az arány 92,4.
A háztartások medián bevétele 28 603 amerikai dollár, ez az érték családoknál $31 964. A férfiak medián keresete $30 313, míg a nőké $15 417. A város egy főre jutó bevétele (PCI) $14 203. A családok 19,5%-a, a teljes népesség 22%-a élt létminimum alatt; a 18 év alattiaknál ez a szám 33,1%, a 65 évnél idősebbeknél pedig 13,6%.

## Híres személyek
- Amos Marsh – NFL-játékos
- Frank Wayne Marsh – defensive back az American Football League-ben
- Pearl Alice Marsh – az oregoni képviselőház külügyi osztályának afrikai ügyekért felelős munkatársa

## Fordítás
Ez a szócikk részben vagy egészben  a   Wallowa, Oregon című angol Wikipédia-szócikk ezen változatának fordításán alapul.  Az eredeti cikk szerkesztőit annak laptörténete sorolja fel. Ez a jelzés csupán a megfogalmazás eredetét és a szerzői jogokat jelzi, nem szolgál a cikkben szereplő információk forrásmegjelöléseként.